# سیدی دامد
سیدی دامد (به عربی: سيدي دامد) یک شهرداری در الجزایر است که در استان مدیه واقع شده‌است. سیدی دامد ۳٬۷۸۴ نفر جمعیت دارد.